# فورخاس تورس
فورخاس تورس (بالإنجليزية: Forjas Taurus S.A.) هي شركة تصنيع سلاح تأسست في 1939. يقع مقرها في بورتو أليغري.

## وصلات خارجية
- الموقع الرسمي